# Département de l'Environnement, de l'Alimentation et des Affaires rurales
Pour les articles homonymes, voir Département de l'Environnement.
Le département de l'Environnement, de l'Alimentation et des Affaires rurales (Department for Environment, Food and Rural Affairs ou DEFRA) est un département exécutif du gouvernement britannique  chargé de l'environnement et de l'agriculture.

## Historique
Le DEFRA a été créé en juin 2001 sous la direction de Margaret Beckett, par fusion du ministère de l'Agriculture, de la Pêche et de l'Alimentation (Ministry of Agriculture, Fisheries and Food, MAFF) avec une partie du département de l'Environnement, du Transport et des Régions (Department of Environment, Transport and the Regions, DETR), ainsi qu'avec une petite partie du département de l'Intérieur (Home Office).
La décision d'une fusion arriva après l'échec du MAFF du traitement optimal de l'épidémie de fièvre aphteuse. En octobre 2008, l'équipe du climat du DEFRA est fusionnée avec l'équipe de l'énergie du département des Affaires, de l'Entreprise et de la Réforme réglementaire (Department for Business Enterprise and Regulatory Reform, BERR) pour créer le nouveau département de l'Énergie et du Changement climatique (Department of Energy and Climate Change, DECC).
Le département disposait en janvier 2008 d'environ 9 000 personnes pour mener et évaluer ses actions.

## Fonctions
Le département de l'Environnement, de l'Alimentation et des Affaires rurales est responsable des politiques gouvernementales qui concernent :
- l'environnement
- la production
- le suivi des normes concernant l'alimentation
- l'agriculture
- la pêche
- le piégeage
- les phytosanitaires
- les communautés rurales

Le DEFRA gère aussi les statistiques sur ces questions.

## Direction
L'équipe ministérielle du DEFRA actuelle est :
- Secrétaire d'État : Steve Reed
  - Ministre d'État à la Sécurité alimentaire et aux Affaires rurales : Daniel Zeichner
    - Sous-secrétaire d'État parlementaire à la Nature : Mary Creagh
    - Sous-secrétaire d'État parlementaire à l'Eau et aux Inondations : Emma Hardy
    - Sous-secrétaire d'État parlementaire à l'Environnement, à l'Alimentation et aux Affaires rurales : Sue Hayman

- Secrétaire permanent : Tamara Finkelstein.

## Agences exécutives
Les agences exécutives dont est responsable le DEFRA sont :
- Animal Health and Veterinary Laboratories Agency (créée en 2011 par fusion de Animal Health et la Veterinary Laboratories Agency)
- Centre for Environment, Fisheries and Aquaculture Science
- Food and Environment Research Agency (anciennement le Central Science Laboratory)
- Rural Payments Agency
- Veterinary Medicines Directorate